# Naoki Inose
Naoki Inose (猪瀬直樹 Inose Naoki, 20 de novembre de 1946) és un periodista, escriptor i historiador japonés. Va entrar en política com a candidat independent l'any 2000, arribant l'any 2012 a guanyar les eleccions amb un resultat històric sent elegit com a governador de Tòquio després de la renuncia de Shintaro Ishihara. En desembre del 2013 va dimitir del càrrec degut a les acusacións de corrupció.